# Maro
Culoarea maro (latină marroninus) este o culoare brun-roșcat-închisă asemănătoare cu culoarea cojii castanei coapte (fructul castanului), sau cu culoarea cafenie a cafelei măcinate. Este mai închisă decât culoarea castanie. Culoarea maronie bate în maro. Culoarea castanie (brun-roșcată, culoarea castanei) este considerată sinonimă cu maro în dicționarele române. Termenul maro derivă din cuvântul francez marron = maro, castaniu, de culoarea castanei.
În dicționarele bilingve „maro” este  sinonim cu brun, contrar dicționarelor generale ale limbii române; de exemplu în Dicționarul englez-român a lui Leon Levițchi și Andrei Bantaș cuvântul englez brown se traduce „brun; cafeniu; maro; ocru”.

## Note

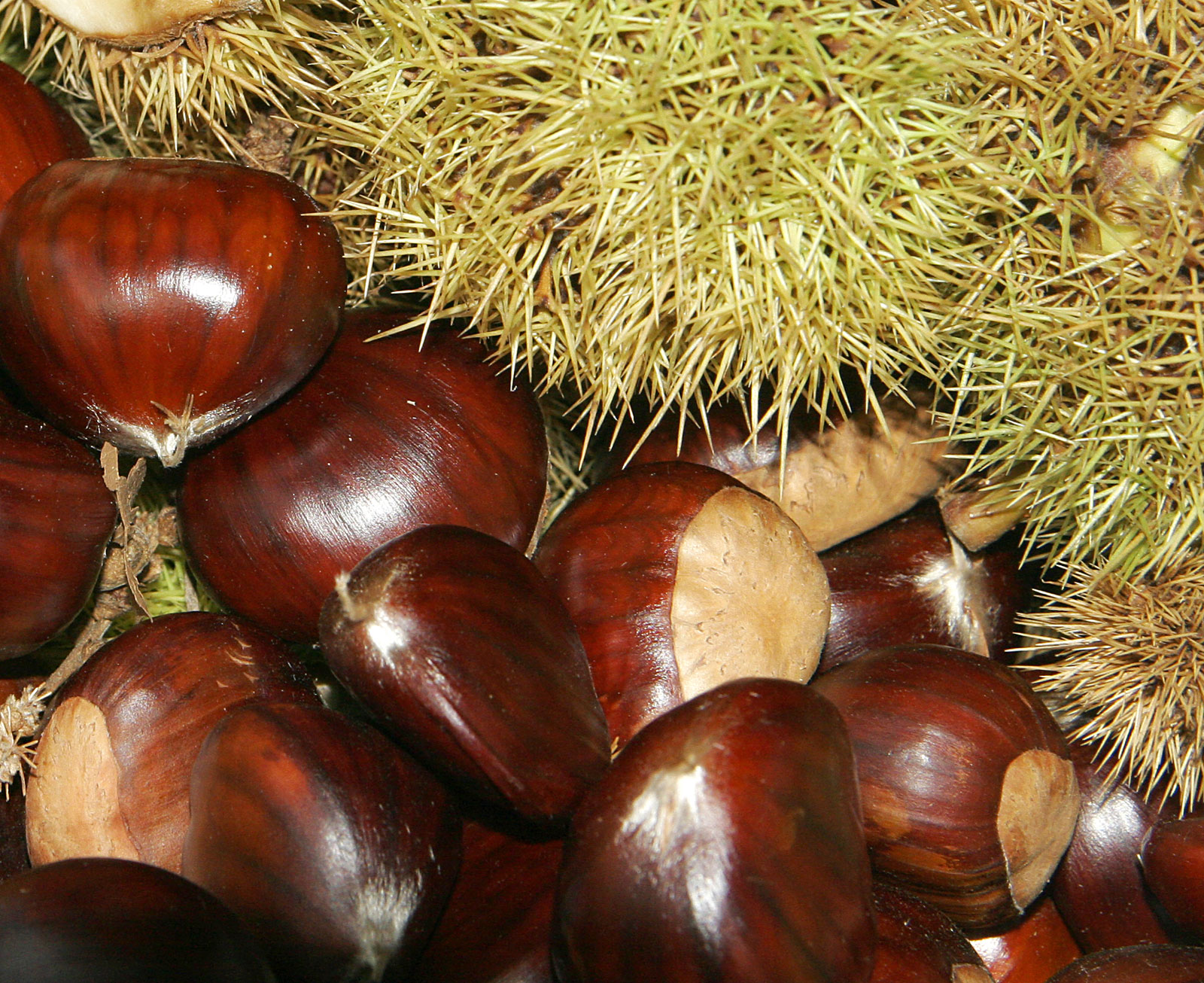
Culoarea maro a castanei